# テイ・トウワ
テイ・トウワ（TOWA TEI, 1964年9月7日 - ）は、日本在住のDJ・音楽家である。1990年にディー・ライトのメンバーとしてシングルでデビューし、全米4位の大ヒットを記録、各国でゴールド・ディスクを獲得した。1994年にソロデビュー以後、活動の拠点を日本に移している。"Sweet Robots Against The Machine"名義での活動もある。

## 略歴
中学3年生のころ、レコード店で見たYMOの映像と音楽に衝撃を受ける。神奈川県立港北高等学校に入学し、一番安いシンセサイザーを購入。初めて購入したシンセサイザーはコルグのMS-10である。複数台のラジカセを使ったピンポン録音に熱中し、16歳頃からデモテープ作りを始めた。冨田勲が審査員だった「シンセサイザー・テープ・コンテスト」でアイデア賞を受賞。これを機に坂本龍一のFMラジオ番組『サウンドストリート』（NHK-FM）に作品を投稿するようになる。1983年に高校を卒業。武蔵野美術短期大学に入学。短大在学時から『サウンドストリート』でデモテープが発表された。坂本は後に「テクニックはないけれどもセンスが異常に良くて他を圧倒していた」と当時を振り返って述べている。
アルバイト先で出会ったナム・ジュン・パイクのアシスタントが気さくに話しかけてくれる機会に恵まれたにも関わらず、英語を満足に話せない自分がもどかしく、加えて四年制の美大に編入を試みるが失敗し、落ち込んでいたので留学しようと考え、1987年、グラフィックデザインを学ぶため渡米し、パーソンズ美術大学のスクラブデザイン科に留学。1990年、米国のハウスバンド、ディー・ライト（Deee-Lite）のメンバーJungle DJ Towa-Towaとして米エレクトラ・レコードからデビュー。「グルーヴ・イズ・イン・ザ・ハート」（Groove Is In The Heart）はイギリス/オーストラリアで1位、米ビルボードポップチャート4位を獲得した。
1994年、ディー・ライトを脱退し、アルバム『Future Listening!』でソロデビューした。
1995年、深夜番組『キス・ミス・チック』（中京テレビ）の中で町で捕まえた女性をファッション・コーディネイトするというコーナーにレギュラーVTR出演。
2005年、4thアルバム『FLASH』、リミックスアルバム『FLASHER』、ヴィジュアル・ブック『LOOK』をリリース。ヒットコンピシリーズ『MOTIVATION』監修。
2007年、DJとして20周年を迎え"TOWA TEI DJ 20th. ANNIVERSARY TOUR"を開催した。また音楽プロダクション"hug inc."をColumbia Music Entertainmentとレーベル"hug Columbia"をそれぞれ立ち上げ、その第1弾として1stアルバム『Future Listening!』の新規リミックスや未発表音源を含むリマスター盤を2枚組にて4月18日に人気コンピレーションシリーズの第5弾『MOTIVATION FIVE compiled by DJ TOWA TEI』を6月20日にリリースした。この他2007年の活動としては、TVシリーズ『24 -TWENTY FOUR-』メインテーマのリミックスを担当した。4月25日発売の『細野晴臣 トリビュートアルバム -Tribute to Haruomi Hosono-』に "テイ・トウワ+ナチュラルカラミティー" として「ハニー・ムーン」で参加。6月2日に公開された松本人志監督『大日本人』の映画音楽プロデュースを手掛けた。また細野晴臣が音楽監修を担当する10月公開の映画『EX MACHINA - エクスマキナ - 』にオリジナル楽曲「EX Boy」を提供した。
2008年、docomoのamadanaシリーズの携帯機種、FOMA「N705i」のサウンドプロデュースを手がけた。プリインストールされた楽曲「N705i」はiTunesでも販売、数週にわたりエレクトロニカチャートで1位、またiTunes、2008年エレクトリック部門トップセラー第5位を記録。同楽曲に、太田莉菜をフィーチャーした「A.O.R. feat. Lina Ohta」はBeatportチルアウト配信・ワールドチャート1位を記録。ケーブルテレビ局で視聴できるチャンネル「チャンネル銀河」のテーマ曲をプロデュース、提供した。
2009年、4年ぶりのオリジナルアルバム『BIG FUN』、初の単行本『BOOK FUN』、国内アイウェアブランドLess Than Humanとのコラボ・サングラスをリリース。TERIYAKI BOYZのアルバム『SERIOUS JAPANESE』に楽曲「AFTER 5 (A.M.)」を提供した。
2010年、『Marvelous with YURICO』『Marvelous EP』をiTunes storeにて発表した。
また自身が店長を務めるコンテンツにとらわれず、価値観を共有する様々なアーティストによるクリエイションを販売する電子セレクトショップ "MACH"（マッハ）をオープン。
2011年、ヴォーカルに高橋幸宏とモデルの水原希子を迎え「The Burning Plain」を先行発売、「ハレの日にしか創らない。」初のコンセプト・アルバム『SUNNY』を発表。ジャケットも前2作同様、Barry McGeeが描き下ろしている。日本マクドナルドの「ハッピーセット」購入者を対象とした、スペシャルバージョンの「i-Dog」が当たるプレゼント企画へ楽曲を提供した。またアイウェアブランド「EFFECTOR（エフェクター）」より「TOWA TEI with EFFECTOR "MAESTRO"」を販売。
野宮真貴『30〜Greatest Self Covers&More!!!〜』に楽曲「私の知らない私」を提供した。
2012年、リミックスと新曲のハーフ&ハーフ『MACH 2012』を発売。ヒロ杉山など多彩なアーティストを集めた初のグループ展"MACHBEAT EXHIBITION"を表参道のBA-TSU ART GALLERYにて開催。
2013年から、現在に到るまで、東京・青山にある INTERSECT BY LEXUS -TOKYO の店内音楽監修している。
2014年から、高橋幸宏、小山田圭吾、砂原良徳、ゴンドウトモヒコ、LEO今井らと共にMETAFIVEのメンバーとしても活動している。
2017年、ドキュメンタリー番組『草間彌生 わが永遠の魂』（NHK）の音楽を担当し、「Brocante」を提供。この楽曲は国立新美術館で開催中の同展覧会場の映像にも使用された。
2021年、Netflix制作アニメ『SUPER CROOKS』劇伴を担当し、既存曲32曲、書き下ろし10曲が使用される。このアニメ作品のサウンド・トラック盤『SUPER CROOKS (SOUND TRACK FROM THE NETFLIX SERIES)』も2021年11月にリリースされた。2021年は、10枚目の『LP』海外リリースに続き、『EP』をリリース。
2022年、tofubeats 5th アルバム『REFLECTION』のREMIX集、アルバムリードトラック「REFLECTION feat.中村佳穂」を担当。
2023年、9月6日に初の全編インスト・ソロアルバム『ZOUNDTRACKS』、前作『LP』続編の『TOUCH』を２枚同時発売。
プロデューサーとしては、ダウンタウンの『Geisha Girls』（坂本龍一との共同プロデュース）や今田耕司の『KOJI-1200』『KOJI-12000』、松本人志の映画『大日本人』サウンドトラックなど、芸人が関わる楽曲のプロデュースを手がけ、またデスクトップミュージックシンガーソングライターのAYUSE KOZUEのクリエイティヴ・ディレクターとしても活動している。
2018年、イエロー・マジック・オーケストラ（YMO）結成40周年アルバム『ノイエ・タンツ』企画監修デザインを担当。
2019年、細野晴臣50周年記念ドキュメンタリー映画『NO SMOKING』及び2021年『SAYONARA AMERICA』のキービジュアルを五木田智央と担当。高橋幸宏ベストアルバム『GRAND ESPOIR』のアートディレクションも共に担当するなど幅広く活動している。
2024年秋、ソロデビュー30周年を迎えた。

## ディスコグラフィー

### オリジナルアルバム
| 発売日                             | タイトル                                              | 規格品番   | 備考 |
| ---------------------------------- | ----------------------------------------------------- | ---------- | --- |
| 1995年3月1日                       | Technova                                              | FLDG-1003  | オンワード樫山「組曲」CM曲 ※海外盤あり。 |
| 1995年                             | Luv Connection                                        |            | ※海外盤のみ数種あり。 |
| 1997年6月25日                      | Happy                                                 | AMCY-2303  | リミックスシングル |
| 1997年9月10日                      | Intro                                                 |            | リミックスシングル |
| 日本:1997年9月10日 イギリス:1998年 | GBI (German Bold Italic)                              | AMCY-2367  | ※海外盤のみ数種あり。 |
| 1998年10月25日                     | Butterfly                                             | AMCT-2877  | |
| 1999年                             | Funkin' For Jamaica                                   |            | ※国内限定盤、トム・ブラウンが1980年にリリースした 「ファンキン・フォー・ジャマイカ」のカバー曲。                                                               |
| 1999年                             | A Ring                                                |            | |
| 1999年6月23日                      | Let Me Know                                           | AMCT-4438  | ボーカルにCHARAをフィーチャー。 |
| 2000年6月21日                      | 火星                                                  | AMCT-4480  | ボーカルに原田郁子（クラムボン）をフィーチャー。 |
| 2001年                             | Funkin' For Jamaica                                   |            | ※海外盤 |
| 2006年                             | 恋のアップロード                                      |            | auのキャンペーンで無料配信されたオリジナルソング。 後にiTunes Storeにて配信されている                                                                          |
| 2008年2月13日                      | N705i                                                 |            | NTTドコモの携帯電話N705iにプリインストールされたオリジナルソング。 ミックスバランスを変えた「N705i2」をamadanaがデスクトップオーディオにCDシングル付きで発売。 |
| 2008年                             | A.O.R. feat. Lina Ohta                                |            | ※「N705i」のVer.違い。iTunes Storeにて配信。amadanaがイヤホンにDVDシングル付きで発売。                                                                         |
| 2009年                             | Mind Wall feat. Miho Hatori                           |            | ※iTunes Storeにて配信 |
| 2010年                             | PAC IS BACK!                                          |            | ※パックマン30周年アニバーサリーとして提供された曲。iTunes Storeにて配信。                                                                                      |
| 2013年4月10日                      | LICHT                                                 | WPDH-10197 | ※配信限定 |
| 2014年                             | Hold Me Tighter In The Rain                           | WPDH-10301 | ※配信限定、ビリー・グリフィンが1982年にリリースしたシングル曲のカバー。                                                                                        |
| 2014年4月20日                      | 18                                                    |            | ※TOWA TEI with SHINICHI OSAWA名義 |
| 2015年2月15日                      | Heaven                                                |            | |
| 2015年9月10日                      | SOUND OF MUSIC                                        |            | |
| 2017年3月22日                      | Brand Nu Emo                                          |            | ハイレゾ。Brand Nu Emo (Radio edit)及び Brocante 収録。 |
| 2017年4月22日                      | GBI Takkyu Ishino Remix                               |            | |
| 2019年11月9日                      | MACH EP                                               |            | ※ 7inch Vinyl |
| 2020年6月17日                      | MAGIC                                                 | COKA-87    | ※ 7inch Vinyl ダウンロードコード封入 |
| 2021年2月10日                      | BIRTHDAY                                              | COKA-88    | ※ 7inch Vinyl |
| 2021年9月21日                      | RISK SOME SOUL 2021 (feat. LUOMO)                     |            | Voltage Unlimited Inc. |
| 2021年11月27日                     | EP                                                    | MBEP2101   | ※ 12inch Vinyl |
| 2022年12月24日                     | AMIKO                                                 |            | ストリーミング音楽配信 |
| 2023年2月28日                      | RADIO (feat. 高橋幸宏 & 玉城ティナ) (FOLK VER.)       |            | ストリーミング音楽配信 |
| 2023年7月15日                      | FRESH!                                                |            | アルバムZOUNDTRACKSより先行ストリーミング音楽配信 |
| 2023年7月26日                      | EAR CANDY                                             | COKA-94    | ※ 7inch Vinyl SIDE-A「EAR CANDY」/ SIDE-B「MUSE」それぞれアルバムTOUCH, アルバムZOUNDTRACKSより先行カット                                                      |
| 2023年8月23日                      | EAR CANDY                                             |            | ※ 7inch Vinlと違い EAR CANDY (TWICE)とEAR CANDY (INST.)が収録されたデジタル配信                                                                                |
| 2024年8月7日                       | TYPICAL! (feat. TAKKYU ISHINO)                        |            | ※ 7inch Vinl SIDE-A「TYPICAL!」/ SIDE-B「TYPICAL! (INST.)」 |
| 2024年9月7日                       | TYPICAL! (feat. TAKKYU ISHINO) [tofubeats BOOT REMIX] |            | ストリーミング音楽配信 |
| 2025年1月1日                       | TIME IN TOKIO (EU Ver.)                               |            | ストリーミング音楽配信 |
| 2025年3月3日                       | LUDLOW (SHORT CUT)                                    |            | ストリーミング音楽配信 |
| 2025年3月14日                      | TECHNOVA (WYGUY REMIX)                                |            | ストリーミング音楽配信 |
| 2025年7月15日                      | KATABUI                                               |            | ストリーミング音楽配信 アルバム『LUCKY』収録のKATABURIの異名同曲。                                                                                             |
| 2025年8月8日                       | ONE SECOND COUNTS                                     |            | ストリーミング音楽配信 |

### リミックスアルバム
|     | 発売日         | タイトル                | 規格品番  | 備考 |
| --- | -------------- | ----------------------- | --------- | --- |
| 1st | 1994年12月16日 | Future Recall!          | FLCG-3007 | 『Future Listening!』のリミックス。マスターズ・アット・ワーク、富家哲、 フィリップ・ダミアン、オールスターズ等のリミックスを収録。                             |
| 2nd | 1995年3月17日  | Future Recall 2         | FLCG-3009 | 『Future Listening!』のリミックス。レイ・ヘイデン、SILENT POETS、 マスターズ・アット・ワーク等のリミックスを収録。                                             |
| 3rd | 1997年11月27日 | STUPID FRESH            | AMCY-2395 | 『Sound Museum』のリミックス。細野晴臣、ブレイズ、ドリーム・チーム、 ダイ、クラスト、PACIFIC 231等のリミックスを収録。                                         |
| 4th | 1999年11月25日 | Lost Control Mix        | AMCT-4452 | 『Last Century Modern』のリミックス。コーネリアス、セニュール・ココナッツ、 大沢伸一、砂原良徳、マイティ・ボップ、ジョン・マッケンタイア等のリミックスを収録。 |
| 5th | 2000年1月26日  | Lost Control Mix Disc 2 | AMCT-4458 | 『Last Century Modern』のリミックス。シャープ・ボーイズ、ヴィクター・カルデロン、 ジョン・B、ペシャイ、ジェイ・ディーンズ等のリミックスを収録。                |
| 6th | 2005年11月23日 | FLASHER                 | V2CP-248  | 『FLASH』のリミックス。ザ・ナイフ、アトム・ハート、ニューマークス、 フューチャーファンク等のリミックスや作品を収録。 オリコン最高159位                         |

### コンピレーションアルバム「MOTIVATION」シリーズ
|     | 発売日        | タイトル                                                 | 規格品番   | 備考                                                                          |
| --- | ------------- | -------------------------------------------------------- | ---------- | ----------------------------------------------------------------------------- |
| 1st | 2003年9月18日 | Motivation songs for make-up                             | CTCR-18065 | オリコン最高222位、登場回数4回                                                |
| 2nd | 2004年3月17日 | MOTIVATION DRIVING SWEETS                                | CTCR-18067 | オリコン最高148位、登場回数3回                                                |
| 3rd | 2006年4月19日 | MOTIVATION 3                                             | CTCR-14458 | オリコン最高200位                                                             |
| 4th | 2006年8月19日 | MOTIVATION 4 dusty dance hall                            | CTCR-14497 |                                                                               |
| 5th | 2007年6月20日 | MOTIVATION FIVE                                          | COCP-51027 | オリコン最高117位、登場回数3回                                                |
| 6th | 2007年12月5日 | MOTIVATION 6 ADULT ORIENTED CLICK NONTSOP-MIX BY MOODMAN | COCP-34522 | オリコン圏外                                                                  |
| 7th | 2008年7月9日  | MOTIVATION 7 compiled by DJ TOWA TEI                     | COCP-34837 | ※A.O.R. feat. Lina Ohta収録 オリコン最高189位                                 |
| 8th | 2010年7月7日  | MOTIVATION H compiled by DJ TOWA TEI                     | HICL-20101 | ※『FLASH』『BIG FUN』オリジナル楽曲リミックスバージョン収録 オリコン最高168位 |

### ミックスCD
|  | 発売日        | タイトル                                              | 規格品番  | 備考 |
|  | ------------- | ----------------------------------------------------- | --------- | ---- |
|  | 2012年12月5日 | The Beat Goes On -SALSOUL CLASSICS Mixed by TOWA TEI- | OTLCD5070 |      |

## ミュージックビデオ
| 監督              | 曲名 |
| ----------------- | --- |
| 新井順一          | 「Last Century Modern」                                                                                                |
| ENLIGHTENMENT     | 「APPLE」、「Twinkle Twinkle Little Star」                                                                             |
| CAVIAR            | 「MILKY WAY」「LUV PANDEMIC」                                                                                          |
| 小島淳二          | 「A.O.R.」 |
| JOSH LAZCANO      | 「SOMETIME SAMURAI」                                                                                                   |
| STEPHANE SEDNAOUI | 「GBI」 |
| 田中裕介          | 「Wordy」、「RADIO」                                                                                                   |
| 谷田一郎          | 「火星」 |
| 中野裕之          | 「FREE」（出演者：麻生久美子、桃生亜希子）、「BUTTERFLY」                                                              |
| 中村剛            | 「Mind Wall feat.Miho Hatori」                                                                                         |
| 中村剛 / 田中裕介 | 「THE BURNING PLAIN with Yukihiro Takahashi & Kiko Mizuhara」                                                          |
| 西田正義          | 「Let Me Know」 |
| 不明              | 「HAPPY」、「LUV CONNECTION」（出演者：大内まり、佐々木温子、田辺あゆみ）、「Luv Connection (MEGA MIX)」、「TECHNOVA」 |

## 主な出演イベント
- 2004年08月13日 - RISING SUN ROCK FESTIVAL 2004 in EZO
- 2005年07月30日 - FUJI ROCK FESTIVAL '05
- 2008年08月15日 - RISING SUN ROCK FESTIVAL 2008 in EZO
- 2009年07月24日 - FUJI ROCK FESTIVAL '09
- 2010年07月17日 - SHINICHI OSAWA "SO2"× TOWA TEI "MOTIVATION H" DOUBLE RELEASE PARTY
- 2011年07月31日 - FUJI ROCK FESTIVAL '11
- 2011年08月07日 - WORLD HAPPINESS 2011
- 2012年07月08日 - NAGISA DE PARTY 2012
- 2013年07月21日 - ビーチで君と踊りたい!2013
- 2013年08月11日 - WORLD HAPPINESS 2013
- 2014年02月22日 - OTOTOTABI 2014
- 2014年09月21日 - 加賀温泉郷フェス 2014

## その他
- NOKKO「I Will Catch U」（1993年）、「人魚」（1994年）のアレンジを担当した（「人魚」は清水信之と共同）。
- マドンナ「Rain」（1993年）のミュージック・ビデオ内に少しだけ登場する。
- かつては、親指と人差し指でチョキを作り、それをアゴに当てるポーズの写真が多かったが、本人曰く「『テイ・トウワ？　あぁ、なんか前髪が揃ってて、顎に手をあててる人でしょ？』というイメージが浸透してくれさえすれば良かった」と意図的なイメージ付けであったことを語っている。また、「21世紀になったら (ジャケット写真に) 顔は出さない」こともソロ活動開始時に決めていた[13]。

## メディア
- SWEET ROBOTS SHOW (J-WAVE、水曜 26:30-27:00)